# Prvosenka jarní pravá
Prvosenka jarní pravá (Primula veris L. subsp. veris) je nominátní poddruh prvosenky jarní. Jedná se o poddruh vyžadující další pozornost (C4a). Listová čepel je k bázi většinou náhle zúžená, naspodu chlupatá až olysalá (zřídka plstnatá). Chlupy jsou 0,1 až 0,3 mm dlouhé. Kalich je 14 až 16  mm dlouhý, slabě nafouklý. V termofytiku se obvykle vyskytuje jen jako příměs v  populacích prvosenky jarní šedavé, v mezofytiku se vyskytuje častěji, většinou jako převládající typ. Do oreofytika nezasahuje. Roste v planárním až suprakolinním, vzácně i submontánním stupni (max.: Javorníky, Butorka u Zděchova, cca 800 m n. m.) Vyskytuje se téměř v celém areálu druhu, na jihu po Alpy.

## Synonyma
- - Primula veris var. officinalis L., Sp. Pl., éd. 1 : 142, 1753[1]
  - Primula veris subsp. officinalis (L.) Ehrh., Hannover. Mag., 1780 (14) : 217, 1780[1]
  - Primula coronaria Salisb., Prodr. Stirp. Chap. Allerton 117, 1796, nom. illeg.[3]
  - Primula cordifolia Kitt., Linnaea, 32:451, 1864[4]
  - Primula montana Reut., ex Nyman, Consp. Fl. Eur. 3: 603, 1881[5]
  - Primula officinalis (L.) Hill, Veg Syst. 8:25, 1765[6]